# Dannelbourg
 Dannelbourg  es una comuna  y población de Francia, en la región de Lorena, departamento de Mosela, en el distrito de Sarrebourg y cantón de Phalsbourg.
Está integrada en la Communauté de communes du Pays de Phalsbourg .

## Demografía
| 166 | 250 | 256 | 275 | 363 | 366 | 368 | 370 | 348 | 384 | abs. | 388 | 358 | 365 | 360 | 350 | 638 | 360 | 374 | 384 | 327 | 298 | 273 | 277 | 306 | 312 | 320 | 346 | 349 | 393 | 445 | 479 | 466 |
| Para los censos de 1962 a 1999 la población legal corresponde a la población sin duplicidades (Fuente: INSEE [Consultar]) |     |     |     |     |     |     |     |     |     |      |     |     |     |     |     |     |     |     |     |     |     |     |     |     |     |     |     |     |     |     |     |     |